# Municipio de Ionia (Míchigan)
El municipio de Ionia (en inglés: Ionia Township) es un municipio ubicado en el condado de Ionia en el estado estadounidense de Míchigan. En el año 2010 tenía una población de 3779 habitantes y una densidad poblacional de 42,98 personas por km².

## Geografía
El municipio de Ionia se encuentra ubicado en las coordenadas 42°59′30″N 85°0′39″O / 42.99167, -85.01083. Según la Oficina del Censo de los Estados Unidos, el municipio tiene una superficie total de 87.93 km², de la cual 86,77 km² corresponden a tierra firme y (1,31 %) 1,15 km² es agua.

## Demografía
Según el censo de 2010, había 3779 personas residiendo en el municipio de Ionia. La densidad de población era de 42,98 hab./km². De los 3779 habitantes, el municipio de Ionia estaba compuesto por el 94,02 % blancos, el 0,53 % eran afroamericanos, el 0,32 % eran amerindios, el 0,45 % eran asiáticos, el 2,3 % eran de otras razas y el 2,38 % eran de una mezcla de razas. Del total de la población el 5,9 % eran hispanos o latinos de cualquier raza.